# Aeroportul Jiayuguan
Aeroportul Jiayuguan (IATA: JGN, ICAO: ZLJQ) este un aeroport din Gansu, Republica Populară Chineză ce deservește zona Jiayuguan City⁠(d). Aeroportul a fost tranzitat în 2022 de 384.831 de pasageri.
Situat la o altitudine de 1.558 m, aeroportul dispune de o singură pistă.